# Cantón de Die
El cantón de Die era una división administrativa francesa, que estaba situada en el departamento de Drôme y la región de Ródano-Alpes.

## Composición
El cantón estaba formado por quince comunas:
- Aix-en-Diois
- Barsac
- Chamaloc
- Die
- Laval-d'Aix
- Marignac-en-Diois
- Molières-Glandaz
- Montmaur-en-Diois
- Ponet-et-Saint-Auban
- Pontaix
- Romeyer
- Saint-Andéol
- Saint-Julien-en-Quint
- Sainte-Croix
- Vachères-en-Quint

## Supresión del cantón de Die
En aplicación del Decreto nº 2014-191 de 20 de febrero de 2014, el cantón de Die fue suprimido el 22 de marzo de 2015 y sus 15 comunas pasaron a formar parte del nuevo cantón de Diois.